# Mellicta postfuscofasciata
Mellicta postfuscofasciata är en fjärilsart som beskrevs av Goodson 1960. Mellicta postfuscofasciata ingår i släktet Mellicta och familjen praktfjärilar. Inga underarter finns listade i Catalogue of Life.